# جورج هايم
جورج هايم (بالألمانية: Georg Heym). هو كاتب وشاعر تعبيري ألماني. ولد عام 1887 في هيشبرج، ومات عام 1912 في برلين. درس هايم الحقوق في فورتسبورج وبرلين ويينا. ويعتبر هايم واحداً من أوائل الأدباء التعبيريين. وتوفي هايم غرقاً أثناء التزلج على الجليد فوق نهر الهافل.

## أعماله
- اليوم الخالد «Der ewige Tag» (قصائد 1911).
- ظل الحياة «Umbra Vitae» (قصائد 1912).

## روابط خارجية
- جورج هايم على موقع IMDb (الإنجليزية)
- جورج هايم على موقع الموسوعة البريطانية (الإنجليزية)
- جورج هايم على موقع ميوزك برينز (الإنجليزية)
- جورج هايم على موقع إن إن دي بي (الإنجليزية)
- جورج هايم على موقع ديسكوغز (الإنجليزية)